# Showrunner
Showrunner, también llamado autor-productor, designa en el argot estadounidense y canadiense a la cabeza creativa de una serie. Es la persona que asume la doble función de productor ejecutivo y de guionista jefe de una serie de televisión.

## Funciones
El showrunner es la persona que dirige el curso del proyecto desde su concepción (por eso debe de ser sobre todo escritor/a) hasta la posproducción (por eso también debe ser productor/a), asegurándose de mantener la integridad de la visión del proyecto durante cada parte del proceso. 
El showrunner a menudo también es el creador de una serie. El título de creador se le da a la persona que crea los personajes, el universo, el tono, la historia y el concepto de la serie, y que escribe el guion del piloto, donde se establece la visión que servirá de pauta para el resto de la serie.
Una vez escrito el piloto, por lo general, se contrata a otros guionistas para armar un cuarto de escritores donde todos en conjunto - bajo la dirección del showrunner - traman el resto de la serie. Luego se asigna la escritura de los episodios a distintos escritores, para que al final los revise el showrunner para asegurar la uniformidad del tono y la coherencia narrativa. 
El showrunner selecciona a los actores y directores que mejor cree podrán llevar a la pantalla la serie y está presente supervisando durante todo el rodaje, al igual que durante la edición, la musicalización y la corrección de color. Algunos showrunners también dirigen, pero no es lo más usual.
En resumidas cuentas, el showrunner es el puesto más importante en una serie. Es la persona que tiene la visión del proyecto y que la lleva de principio a fin.

## Terminología
Alex Epstein, en su glosario sobre los términos de producción de series de televisión o culebrones, dice que es «la persona responsable de todos los aspectos creativos de la serie, y además responde ante la cadena de televisión y la productora: es el jefe, casi siempre un escritor». La columnista Scott Collins, del Los Ángeles Times, lo define así:
Es un curioso híbrido de artista visionario y gerente operativo duro como una roca. No son solo guionistas, no son solo productores. Contratan y despiden a guionistas y miembros del equipo, desarrollan la trama, escriben guiones, seleccionan a los actores, se encargan del presupuesto y gestionan las relaciones entre el estudio y los jefes de las cadenas de televisión. Es uno de los trabajos más inusuales y exigentes, que requiere usar ambos hemisferios del cerebro en el mundo del entretenimiento...
A diferencia del cine, donde los directores se encargan de todo el apartado creativo de la producción, el trabajo del showrunner en televisión está por encima del realizador. A menudo aparecen acreditados simplemente como productores ejecutivos.

## Autores-productores notables

### España
- Álex Pina (La casa de papel, Vis a vis)
- Daniel Écija (Águila roja, Médico de familia, Los Serrano, El internado...)
- Javier Ambrossi y Javier Calvo, más conocidos como "Los Javis" (Paquita Salas, Veneno)

### México
- Juan Camarena (Cuestión deMente)

### Reino Unido
- Jesse Armstrong (Succession)
- Steven Knight (Peaky Blinders)
- Phoebe Waller-Bridge (Fleabag, Killing Eve)
- Francesca Gardiner (Harry Potter)

### Corea del Sur
- Hwang Dong-hyuk (El juego del calamar)

### Estados Unidos
- David Shore (House M.D.)
- Chuck Lorre (The Big Bang Theory, Two and a Half Men)
- Mike White (The White Lotus)
- Amy Sherman-Palladino (The Marvelous Mrs. Maisel, Las chicas Gilmore)
- Shonda Rhimes (Grey's Anatomy, Scandal)
- Hermanos Duffer (Stranger Things)
- Ryan Murphy (Glee, Dahmer)
- Damon Lindelof (Lost, The Leftovers, Watchmen)
- Tina Fey (30 Rock, Unbreakable Kimmy Schmidt)
- James L. Brooks (Lou Grant, The Simpsons)
- Steven Bochco (Hill Street Blues, L. A. Law)
- Gene Roddenberry (Star Trek)
- Matthew Weiner (Mad Men)
- Ross Bagdasarian Sr. (The Alvin Show)
- Joe Murray (La vida moderna de Rocko, El campamento de Lazlo, ¡Vamos Luna!)
- Stephen Hillenburg (Bob Esponja)
- Chris Savino (The Loud House)
- J. J. Abrams (Alias, Lost, Fringe, Person of Interest)
- Carol Mendelsohn y Anthony E. Zuiker (CSI)
- David Benioff y D. B. Weiss (Juego de tronos)
- Vince Gilligan (Breaking Bad, Better Call Saul)
- Marta Kauffman
- Michael Hirst
- Matt Groening (Los Simpson, Futurama)
- Dick Wolf
- David Chase
- Darren Star (Melrose Place, Sexo en Nueva York)
- Craig McCracken (The Powerpuff Girls, Foster's Home for Imaginary Friends, Galaxia Wander, Cosmic Kid)

### Chile
- Vicente Sabatini (La Fiera, Romané, Pampa Ilusión, El circo de las Montini)
- Quena Rencoret (Amores de mercado, ¿Dónde está Elisa?, Pituca sin lucas)
- Verónica Saquel (Machos, Brujas, Papi Ricky)